# Tour der australischen Rugby-Union-Nationalmannschaft nach Neuseeland 1962
| Tour der Wallabies nach Neuseeland 1962 | Tour der Wallabies nach Neuseeland 1962 | Tour der Wallabies nach Neuseeland 1962 | Tour der Wallabies nach Neuseeland 1962 | Tour der Wallabies nach Neuseeland 1962 |
| Übersicht                               | S                                       | G                                       | U                                       | N                                       |
| --------------------------------------- | --------------------------------------- | --------------------------------------- | --------------------------------------- | --------------------------------------- |
| Test Matches                            | 03                                      | 0                                       | 1                                       | 2                                       |
| Sonstige Spiele                         | 10                                      | 6                                       | 0                                       | 4                                       |
| Gesamt                                  | 13                                      | 6                                       | 1                                       | 6                                       |
|                                         |                                         |                                         |                                         |                                         |
| Neuseeland                              | 03                                      | 0                                       | 1                                       | 2                                       |

Die Tour der australischen Rugby-Union-Nationalmannschaft nach Neuseeland 1962 umfasste eine Reihe von Freundschaftsspielen der Wallabies, der Nationalmannschaft Australiens in der Sportart Rugby Union. Das Team reiste im August und September 1962 durch Neuseeland. Es bestritt 13 Spiele, darunter drei Test Matches gegen die All Blacks. In den Test Matches resultierten ein Unentschieden und zwei Niederlagen, wodurch Neuseeland den Bledisloe Cup verteidigen konnte. In den übrigen Spielen mussten die Australier vier weitere Niederlagen hinnehmen.

## Spielplan
- Hintergrundfarbe grün = Sieg
- Hintergrundfarbe gelb = Unentschieden
- Hintergrundfarbe rot = Niederlage

(Test Matches sind grau unterlegt; Ergebnisse aus der Sicht Australiens)
| #   | Datum              | Gegner                               | Ort          | Stadion            | Ergebnis |
| --- | ------------------ | ------------------------------------ | ------------ | ------------------ | -------- |
| 01  | 11. August 1962    | Poverty Bay Rugby Football Union     | Gisborne     | Rugby Park         | 31:6     |
| 02  | 15. August 1962    | Counties Manukau Rugby Union         | Papakura     | Massey Park        | 20:14    |
| 03  | 18. August 1962    | Wairarapa Rugby Football Union       | Masterton    | Solway Showgrounds | 43:0     |
| 04  | 21. August 1962    | Horowhenua Rugby Football Union      | Levin        | Park Domain        | 28:6     |
| 05  | 25. August 1962    | Neuseeland                           | Wellington   | Athletic Park      | 9:9      |
| 06  | 29. August 1962    | Buller & Buller Rugby Football Union | Westport     | Victoria Square    | 9:0      |
| 07  | 01. September 1962 | Canterbury Rugby Football Union      | Christchurch | Lancaster Park     | 3:5      |
| 08  | 04. September 1962 | North Otago Rugby Football Union     | Oamaru       | Showgrounds Oval   | 13:14    |
| 09  | 08. September 1962 | Neuseeland                           | Dunedin      | Carisbrook         | 0:3      |
| 10  | 11. September 1962 | Southland Rugby Football Union       | Invercargill | Rugby Park Stadium | 11:16    |
| 11. | 15. September 1962 | Whanganui Rugby Football Union       | Wanganui     | Spriggens Park     | 29:6     |
| 12  | 18. September 1962 | Thames Valley Rugby Football Union   | Te Aroha     | Sports Domain      | 14:16    |
| 13  | 22. September 1962 | Neuseeland                           | Auckland     | Eden Park          | 8:16     |

## Test Matches
| 25. August 1962 | Neuseeland                                 | 9 : 9         | Australien           | Athletic Park, Wellington Zuschauer: 35.000 Schiedsrichter: Clifford McAuley (Neuseeland) |
| 25. August 1962 | Versuche: Morrissey Straftritte: D. Clarke | (3:0) Bericht | Straftritte: Chapman | Athletic Park, Wellington Zuschauer: 35.000 Schiedsrichter: Clifford McAuley (Neuseeland) |

Aufstellungen:
- Neuseeland: Don Clarke, Ian Clarke, Desmond Connor, David Graham, Roderick Heeps, Paul Little, Neven MacEwan, Colin Meads, Ray Moreton, John Morrissey, Waka Nathan, Kel Tremain, Wilson Whineray , Neil Wolfe, Dennis Young
- Australien: James Boyce, Geoffrey Chapman, James Douglas, Beres Ellwood, John Freedman, Phil Hawthorne, Edward Heinrich, Robin Heming, Peter Johnson, Jim Lenehan, Kenneth McMullen, John Thornett , Richard Thornett, Keith Walsham, Jonathan White

| 8. September 1962 | Neuseeland          | 3 : 0   | Australien | Carisbrook, Dunedin Zuschauer: 26.000 Schiedsrichter: Allan Farquhar (Neuseeland) |
| 8. September 1962 | Versuche: D. Clarke | Bericht |            | Carisbrook, Dunedin Zuschauer: 26.000 Schiedsrichter: Allan Farquhar (Neuseeland) |

Aufstellungen:
- Neuseeland: Don Clarke, Desmond Connor, John Creighton, Tony Davies, David Graham, Roderick Heeps, Jules le Lievre, Neven MacEwan, Stan Meads, Ray Moreton, John Morrissey, Waka Nathan, Keith Nelson, Bruce Watt, Wilson Whineray
- Australien: James Boyce, Ken Catchpole, Geoffrey Chapman, Peter Crittle, James Douglas, Beres Ellwood, John Freedman, Phil Hawthorne, Robin Heming, Peter Johnson, Jim Lenehan, Richard Marks, John Thornett , Richard Thornett, Jonathan White

| 22. September 1962 | Neuseeland                                                                       | 16 : 8         | Australien                                                 | Eden Park, Auckland Zuschauer: 48.000 Schiedsrichter: Allan Farquhar (Neuseeland) |
| 22. September 1962 | Versuche: Heeps Herewini Morrissey Erhöhungen: D. Clarke (2) Dropgoals: Herewini | (11:0) Bericht | Versuche: Lenehan Erhöhungen: Chapman Straftritte: Chapman | Eden Park, Auckland Zuschauer: 48.000 Schiedsrichter: Allan Farquhar (Neuseeland) |

Aufstellungen:
- Neuseeland: Don Clarke, Desmond Connor, Tony Davies, David Graham, Roderick Heeps, Mac Herewini, Paul Little, Colin Meads, Stan Meads, John Morrissey, Waka Nathan, Keith Nelson, Barry Thomas, Wilson Whineray , Dennis Young
- Australien: James Boyce, Geoffrey Chapman, Peter Crittle, James Douglas, Beres Ellwood, John Freedman, Phil Hawthorne, Robin Heming, Peter Johnson, Jim Lenehan, Richard Marks, Kenneth McMullen, John Thornett , Richard Thornett, Jonathan White